# Silene reinholdii
Silene reinholdii är en nejlikväxtart som beskrevs av Theodor Heinrich von Heldreich. Silene reinholdii ingår i släktet glimmar, och familjen nejlikväxter. Inga underarter finns listade i Catalogue of Life.